# Blancos (ort)
Blancos är en ort i Spanien.   Den ligger i provinsen Provincia de Ourense och regionen Galicien, i den nordvästra delen av landet, 400 km nordväst om huvudstaden Madrid. Blancos ligger 804 meter över havet och antalet invånare är 1 125.
Terrängen runt Blancos är kuperad åt sydväst, men åt nordost är den platt.Runt Blancos är det glesbefolkat, med 12 invånare per kvadratkilometer. Närmaste större samhälle är Xinzo de Limia, 7,8 km norr om Blancos. Omgivningarna runt Blancos är en mosaik av jordbruksmark och naturlig växtlighet.